# 교황 콘스탄티노
교황 콘스탄티노(라틴어: Constantinus PP., 이탈리아어: Papa Costantino)는 제88대 교황(재위: 708년 3월 25일 - 715년 4월 9일)이다. 콘스탄티노는 재위기간 중인 710년~711년에 콘스탄티노폴리스를 방문하여 유스티니아누스 2세 황제와 만나 퀴니섹스트 공의회에서 제정한 교회법 조항에 대하여 논의하였다. 콘스탄티노는 1967년 교황 바오로 6세의 방문이 있기 전까지 콘스탄티노폴리스를 방문한 마지막 교황이었다.

## 생애 초기
콘스탄티노는 시리아 태생으로, 그리스어가 유창하였다. 그리고 동방 교회의 전례와 풍습 등에 대해서도 잘 알고 있었다. 그는 8세기 초 동로마 궁정에서 전형적인 동방식 교육을 철저히 받았던 것으로 전해진다.
교황으로 선출되기 전에 콘스탄티노는 콘스탄티노폴리스를 두 번 방문하였다. 한 번은 680년~681년에 소집된 제3차 콘스탄티노폴리스 공의회에서 교황 사절로 참석한 것이었고, 또 한 번은 682년 교황 레오 2세가 콘스탄티누스 4세 황제에게 서신을 보낼 때 전달인으로 간 것이었다. 이 때 그는 동로마 제국 제위의 계승자인 유스티니아누스 황자(훗날의 유스티니아누스 2세)와 만남을 갖기도 하였다.

## 교황 선출
교황 시신니오가 20일간의 재위를 끝으로 선종하자 콘스탄티노가 후임 교황으로 708년 3월에 선출되었다. 시신니오가 선종한 지 2개월이 지난 후였다.
콘스탄티노가 교황으로 선출된 당시 교회의 중요한 논쟁거리는 바로 퀴니섹스트 공의회에서 제정한 트룰로 교회법에 대한 서방 교회의 거부였다. 이미 교황 요한 7세는 콘스탄티노폴리스로부터 온 사절단을 맞이하여 트룰로 교회법을 승인해줄 것을 요청받았지만 거부하고 그대로 돌려보냈으며, 교황 세르지오 1세는 퀴니섹스트 공의회에서 공포한 교회법에 서명하기를 거부했다.

## 교황의 콘스탄티노폴리스 방문

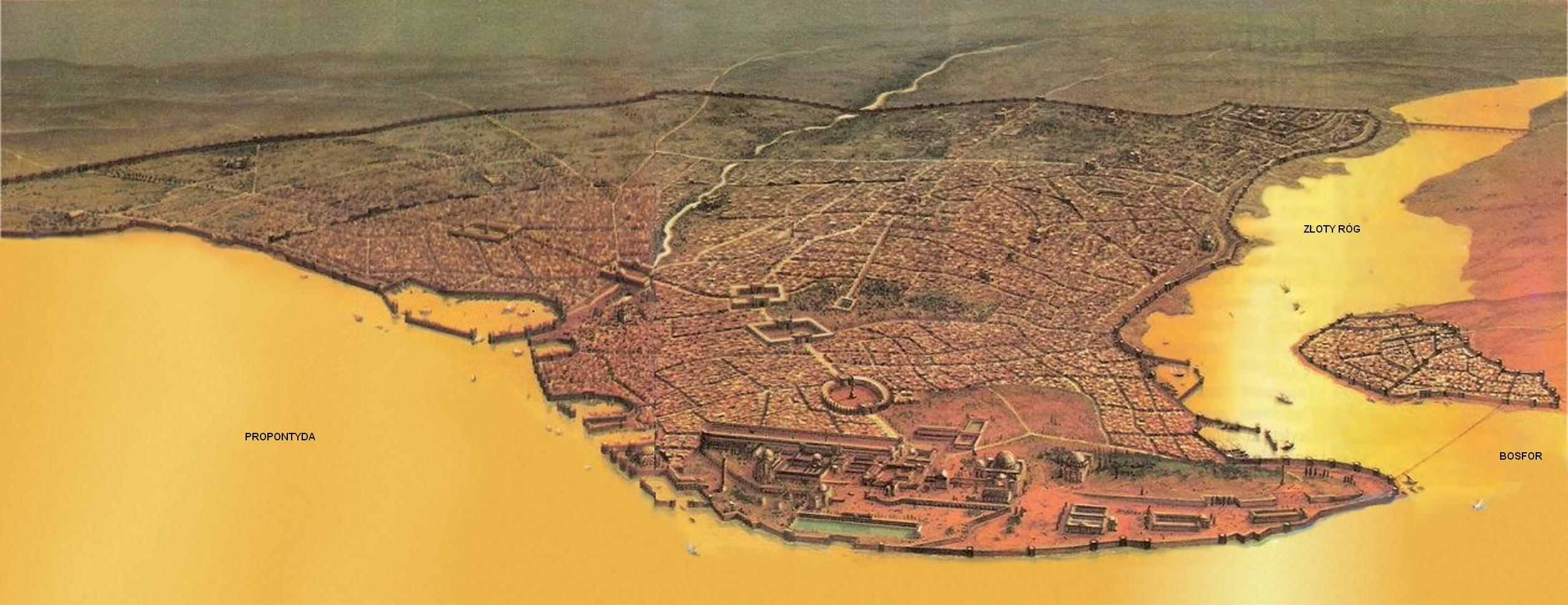
동로마 제국 시대 콘스탄티노폴리스 전경

710년 유스티니아노스 2세 황제는 콘스탄티노 교황에게 회담을 요청하였다. 황제는 트룰로 교령을 로마가 수용해줄 것을 줄기차게 요구하고 있었다. 콘스탄티노는 콘스탄티노폴리스를 방문하는 것을 피하기 위해 일부러 날짜를 연기하거나 다른 이유를 들어 거부하지 않고 황제의 요청을 그대로 수용하였다. 콘스탄티노가 길을 나서기에 앞서, 황제는 자신을 타도하고 로마와 콘스탄티노폴리스의 관계를 증진시키려고 했던 라벤나의 펠릭스 대주교를 체포해 장님으로 만들어 버렸다. 콘스탄티노가 황제를 찾아가 만나려고 한 주요 동기는 트룰로 교령 문제를 논의하기 위한 것도 있었지만, 그보다 더 중요한 동기는 바로 로마와 콘스탄티노폴리스의 균열을 막기 위한 목적도 있었다.
콘스탄티노는 710년 10월 5일에 출발하였다. 콘스탄티노폴리스에 있는 동안 콘스탄티노는 플라키디아 궁전에 머물렀다. 이 궁전은 과거 교황 비질리오와 교황 마르티노 1세, 교황 아가토 등 전임 교황들이 머물렀던 장소이기도 하다. 콘스탄티노를 수행한 이들 가운데 이름이 확인된 인원은 13명(주교 2명, 사제 3명, 교황 비서와 로마 교구 직원 등)인데, 이들 가운데 11명은 동방 출신이었다. 특히 콘스탄티노를 최측근에서 보좌한 부제 가운데 한 명은 훗날 교황 그레고리오 2세가 되는 인물이었다. 나머지 한 사람은 서방 출신의 차부제 율리아노였다. 이를 볼 때, 콘스탄티노는 자신과 같이 동방 출신이거나 동방에 대해 비교적 우호적인 인물을 대동한 것으로 추정된다.
콘스탄티노 교황은 금박을 입힌 안장과 재갈, 굴레 등을 착용한 말을 타고 콘스탄티노폴리스에 들어갔는데, 이는 오직 그리스도와 관련된 축일 때에 황제만이 누릴 수 있는 특권이었다. 유스티니아노스 2세 황제의 아들과 공동 황제 티베리오스 그리고 콘스탄티노폴리스 총대주교 키로스, 원로원 의원들, 고위층 귀족들 및 성직자들 그리고 다른 많은 사람이 성문 앞까지 나와 황제와 같은 예로 교황을 환영하며 맞이하였다. 당시 니케아에 머물러 있던 황제는 교황에게 니코메디아에서 만나자고 요청하였다. 《교황 연대표》에 의하면, 당시 황제는 교황을 만났을 때 그 앞에 엎드려 예를 표했다고 서술하고 있다. 교황 역시 적절한 방식으로 황제에게 예의를 갖추었을 것으로 추정된다. 주일 미사에서 황제는 교황으로부터 직접 성체를 받아 모셨으며, 로마 교황좌의 여러 가지 특권에 대하여 애매한 대답으로 확인해 주었다.
트룰로 교회법과 관련된 협상은 훗날 교황 그레고리오 2세가 되는 인물인 그레고리오에 의해 주재되었다. 양측 사이에 이루어진 밀담은 기록되지 않았지만, 트룰로 교회법을 수용할지에 대한 여부는 외교적으로 회피하는 선에서 절충하였다. 교황과 황제 사이에 맺어진 협정(‘니코메디아 협정’이라고 불림)은 어떤 교리적 논쟁을 해결하기 보다는 서방과 동방의 정치적 통합을 더욱 견고하게 하는 것에 초점을 맞추었다. 한편 콘스탄티노가 콘스탄티노폴리스로 직접 갔다는 사실을 볼 때, 당시에는 아직 동로마 황제의 서한이 로마에 큰 영향을 끼치고 있었다는 것을 알 수 있다. 콘스탄티노는 711년 10월 콘스탄티노폴리스를 떠났다.

## 황제와의 논쟁

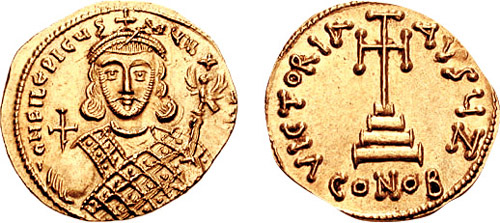
콘스탄티노가 받아들이기를 거부한 필리피코스 바르다니스 황제의 얼굴이 새겨진 금화

콘스탄티노가 로마로 돌아간 지 얼마 지나지 않은 711년 11월 유스티니아노스 2세가 반란군에 의해 암살되었다.
유스티니아노스 2세가 암살된 후 필리피코스 바르다니스가 새로이 동로마 제국의 제위를 계승하였는데, 그는 제3차 콘스탄티노폴리스 공의회에서 이단으로 이미 단죄받은 단의설을 추종하였다. 712년 콘스탄티노는 단의설에 대한 단죄를 철회하라는 필리피코스의 요구를 받아들일 수 없다고 선언하였다. 한발 더 나아가 그는 필리피코스의 얼굴이 그려진 초상화와 동전을 받아들이는 것을 거부하였으며, 미사 중에 황제를 위해 기도하는 것도 중지하였다.
필리피코스는 713년 6월 제위에서 쫓겨났으며, 아나스타시오스 2세가 그의 뒤를 이어 황제가 되었다. 아나스타시오스 2세는 이탈리아 반도에서 자신을 대리하는 라벤나 총독을 통해 자신이 정통 기독교 신앙을 고백한다는 사실을 콘스탄티노에게 전하여 믿게 만들었다.